# Parti communiste d'Inde
Cette page contient des caractères d'alphasyllabaires indiens. En cas de problème, consultez Aide:Unicode.
Pour les articles homonymes, voir Parti communiste d'Inde (homonymie) et CPI.
Le Parti communiste d'Inde (CPI) (hindi : भारत की कम्युनिस्ट पार्टी (bhaarat kee kamyunist paartee)) est un parti politique indien.

## Histoire

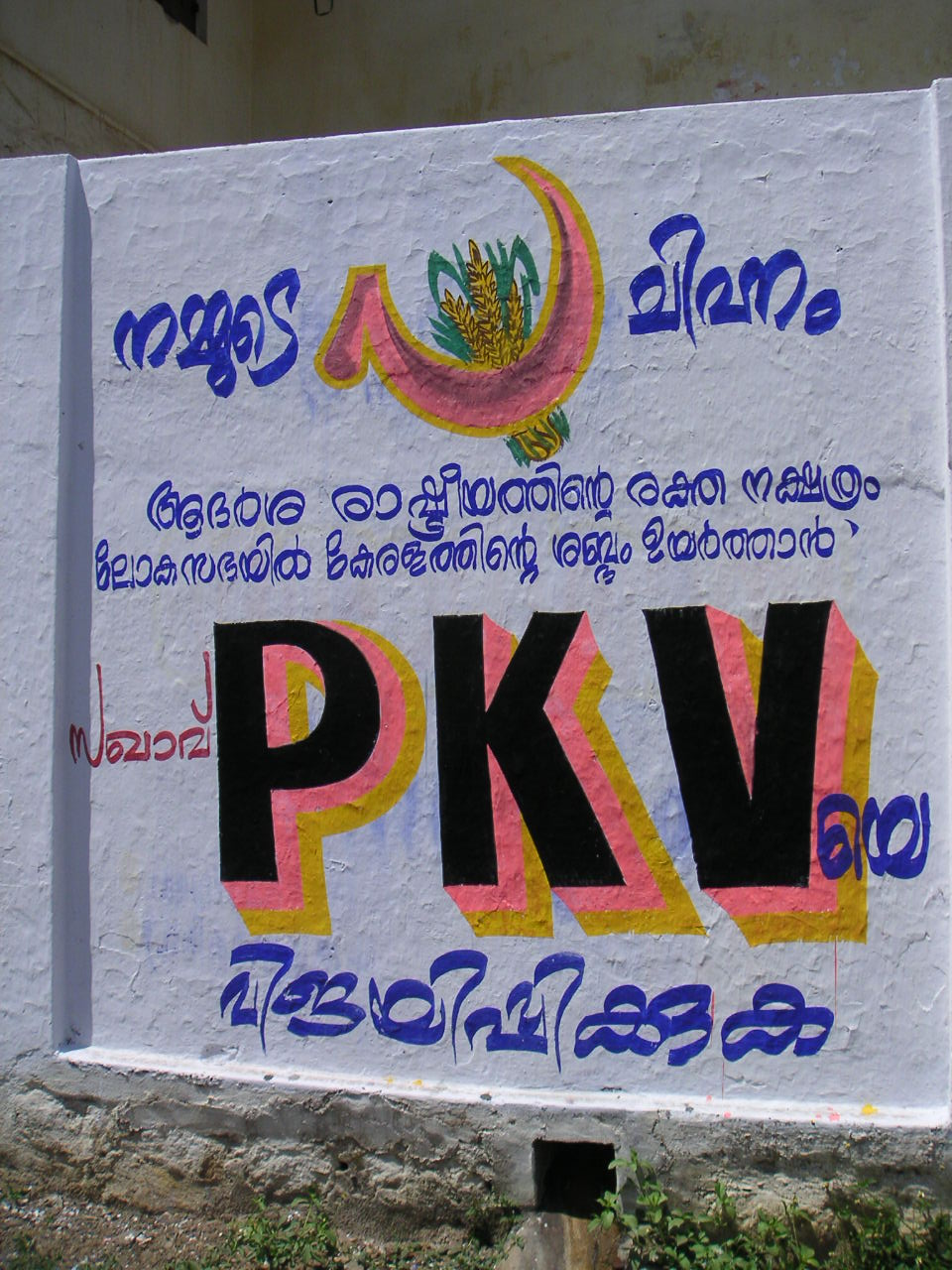
Propagande à Thiruvananthapuram.

Les circonstances de la création du parti sont obscures, mais la date qui est généralement retenue pour sa fondation officielle est celle du 26 décembre 1925,,.
Cependant, selon les dissidents du Parti communiste d'Inde (marxiste), le CPI aurait été fondé à Tachkent (République socialiste soviétique autonome du Turkestan) le 17 octobre 1920 à l'issue du deuxième congrès de l'Internationale communiste.
Il est de toute manière le doyen des nombreux mouvements communistes qui existent actuellement en Inde et l'un des deux partis communistes à être représentés à la Lok Sabha (chambre basse du parlement).
Le Parti communiste d'Inde était très impliqué dans la résistance à la colonisation britannique, la lutte contre le système de caste et pour une réforme agraire. Entre 1921 et 1933, de nombreux dirigeants communistes ont été arrêtés et incarcérés. En 1934, l’administration coloniale britannique interdit le Parti communiste et les organisations syndicales et paysannes lui étant affiliées, faisant de son adhésion une infraction pénale. Le Parti communiste a continué ses activités clandestinement, en dépit de la répression.
Entre 1946 et 1951, il structure la révolte paysanne du Telangana et organise la guérilla contre le nizâm et l'Union indienne.

## Résultats électoraux

États où le CPI…
… est le partenaire minoritaire de la coalition au pouvoir.
… est un parti d'opposition minoritaire.
… n'a pas d'élus à la Vidhan Sabha.